# Манвелов, Александр Николаевич
Князь Александр Николаевич Манве́лов (6 апреля 1824 — 2 апреля 1906, Санкт-Петербург) — русский военачальник, генерал от кавалерии, действительный тайный советник, почётный опекун.

## Биография
А. Н. Манвелов принадлежит к гурийскому княжескому роду Манвелишвили (груз. მანველიშვილი), представители которого служили России с 1738 года.
После обучения в частном пансионе поступил в 1841 году на военную службу унтер-офицером в Елисаветградский уланский полк. 28 ноября 1843 года был произведен в корнеты. В 1846 году перешел на службу в лейб-гвардии Конный полк в Санкт-Петербурге. В этом полку командовал эскадроном, дивизионом. В 1862 году получил первое свитское звание флигель-адъютанта.
11 января 1864 года был назначен командиром Чугуевского уланского полка. 27 марта 1866 года получил очередное свитское звание — генерал-майора. С 23 мая 1869 года по 16 января 1871 года командовал лейб-гвардии Конным полком. С 27 июля 1875 года по 30 августа 1885 года командовал 8-й кавалерийской дивизией. 30 августа 1876 года получил чин генерал-лейтенанта.

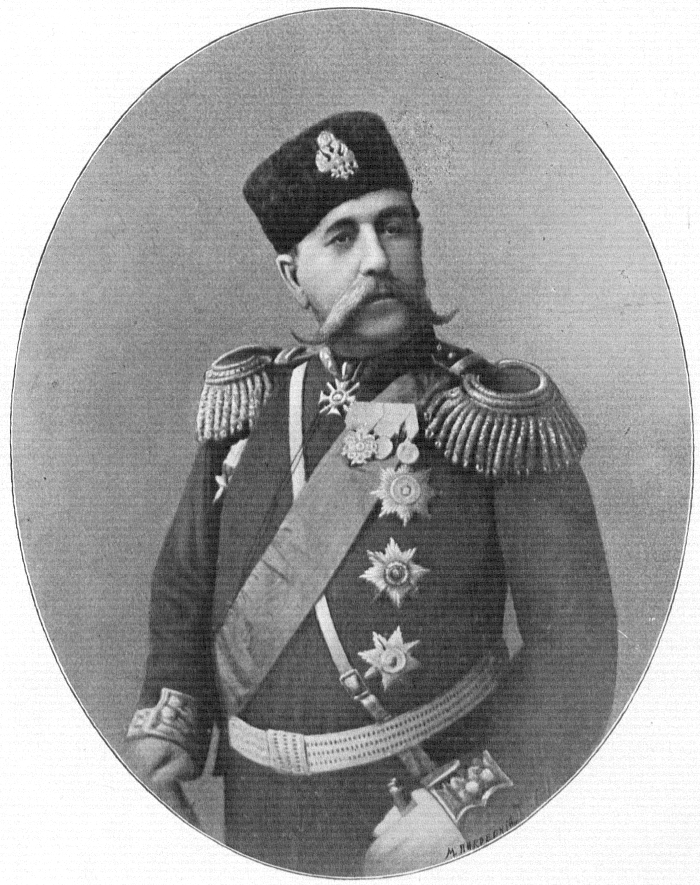
Фото 1880-х годов

С началом Русско-турецкой войны дивизия под командованием А. Н. Манвелова в авангарде 12-го армейского корпуса прошла через Яссы и Бухарест к Дунаю и взяла под свой контроль 60-километровый участок русла этой реки. Войсками дивизии были задержаны многие суда, зафрахтованные турецкой стороной для снабжения крепостей Никополя и Видина. Задержанные суда в дальнейшем использовались для переправы русских войск на правый берег Дуная. Дивизия А. Н. Манвелова провела ряд успешных боевых действий на территории Болгарии и в составе русских войск вошла в Турцию, которую покинула только весной 1879 года. За отличие в военных действиях А. Н. Манвелов был награждён орденом Святого Владимира 2-й степени с мечами и золотым оружием «За храбрость» .
В 1881 году А. Н. Манвелов был награждён орденом Белого орла. 30 августа 1885 года получил чин генерала от кавалерии и был зачислен в запас армии, затем вышел в отставку. 1 августа 1887 года был определен почётным опекуном в составе Собственной Его Императорского Величества канцелярии по учреждениям императрицы Марии и переименован в действительные тайные советники. Был попечителем петербургской глазной лечебницы, управляющим Собором Воскресения Словущего Всех учебных заведений, петербургскими вдовьим домом и домом призрения бедных девиц. Обеспечил проведение капитального ремонта собора, строительство флигеля лечебницы, улучшение быта вдов и девиц во вверенных ему учреждениях. За службу на этом поприще был награждён орденом Святого Александра Невского.
А. Н. Манвелов владел поместьем площадью 1522 десятины в Тамбовской губернии.
Похоронен в церкви преподобного Сергия Радонежского в Сергиевой Приморской пустыни.

## Награды
- Орден Святого Станислава 3-й степени.
- Орден Святой Анны 3-й степени.
- Орден Святого Станислава 2-й степени с мечами.
- Орден Святой Анны 2-й степени.
- Орден Святого Владимира 4-й степени.
- Орден Святого Владимира 3-й степени (1868).
- Орден Святого Станислава 1-й степени (1870).
- Орден Святой Анны 1-й степени (1873).
- Орден Святого Владимира 2-й степени с мечами (1878).
- Золотое оружие «За храбрость» (1878).
- Орден Белого орла (1881).
- Орден Святого Александра Невского (1889).

Иностранные
- Гессенский орден Филиппа Великодушного 1-й степени (1874).

## Семья
Первая жена — Зинаида Павловна Башинская (19.02.1829—18.07.1862), дочь статского советника, была одной из лучших певиц—любительниц 50-х годов в Петербурге. Ученица Дж. Давида и А. Даргомыжского. Обладала звучным голосом красивого тембра (критики сравнивали ее с Э. Фреццолини) и незаурядным артистическим дарованием. С большим успехом выступала на концертах и в домашних спектаклях. Даргомыжский посвятил ей романс «Как часто слушаю» (1857), Н. Вителяро — «Кто слышал, тот вас не забудет» (1876), В. Соллогуб — пьесу «Сотрудники, или Чужим добром». Скончалась от чахотки в Швейцарии. Была похоронена на кладбище Св. Марка в Веве, позже ее прах перевезли в Петербург и  перезахоронили в Голицынской церкви во имя Архистратига Михаила в Сергиевской приморской пустыне. Дети:
- Александра (1854— ?)
- Мари (1856— ?)
- Зинаида (1859— ?)

Вторая жена (04.05.1874, Вена) — княжна Татьяна Павловна Голицына (29.01.1837—02.01.1878), внучка князя С. Ф. Голицына, в первом браке была замужем за полковником Всеволодом Андреевичем Шиловским (1820—1863). Похоронена в Голицынской церкви во имя Архистратига Михаила в Сергиевской приморской пустыне под Петербургом. Сыновья:
- Александр (19.08.1869—23.01.1933), родился до брака, узаконен с титулом князя Высочайшей резолюцией 7 ноября 1882 года, в 1917 году — полковник, умер в эмиграции в Польше[7];
- Владимир, в 1917 году — ротмистр.